# Wilhelmina-oard
Wilhelmina-oard is natuurgebied bij Sint Nicolaasga in de provincie Friesland.
Wilhelmina-oard werd in 1845 aangelegd als wandelbos van 6 hectare met lange, rechte eiken- en beukenlanen. De aanleg gebeurde in opdracht van jonkheer van Beyma, burgemeester van Lemsterland. In 1903 werd het buiten Wilhelminaoord gesticht door freule Van Eijsinga. Het buiten werd in de loop der jaren gebruikt als sanatorium, rusthuis, opvangcentrum en herstellingsoord voor psychosociaal zwakken. 
In 1986 kwam het bos in bezit van It Fryske Gea. Behalve beuken en eiken bepalen ook enkele grove dennen en hulst het karakter van Wilhelmina-oard. Op de zurige bosbodem groeit de rankende helmbloem. Ook groeien er veel varens, vooral brede stekelvaren en langs de bosranden gewone eikvaren. In het bos nestelen de grote bonte specht en de Vlaamse gaai. In het bos bevindt zich een dassenburcht. 
Aeltsjemar
· De Alde Feanen
· Bakkeveense Duinen
· Bancopolder
· Bekhofschaans
· Bjirmen
· Blauhúster Puollen
· Bocht fan Molkwar
· Botmar
· Bouwepet
· Buismans Einekoai
· Bûtenfjild
· Van Coehoornbosk
· Delleboersterheide
· Diakonieveen
· Dobbe Stienser Aldlân
· Dobben Hurdegarypsterwarren
· Dunegeaster- en Follegeasterpolder
· Dyksfearten
· Eanjumerkolken
· Easterskar
· Einekoai Piaam
· Einekoaien Lytse Geast
· De Fluezen
· Grikelân en Turkije
· Grutte Wielen
· Heide Hulstreed
· De Hon
· Huitebuersterbûtenpolder
· Joodse begraafplaats Tacozijl
· Joodse begraafplaats Noordwolde
· Kapellepôle
· Ketelermar
· Ketliker Skar
· Kobbelân
· Lendebos
· Lindevallei
· Liphústerheide
· Makkumersúdmar
· Makkumerwaarden
· Mandefjild
· Martenastate
· Meulebos
· Meulereed
· Mokkebank
· Mûntsebuorsterpolder
· Noard-Fryslân Bûtendyks
· 't Oerd
· Ottema Wiersma reservaat
· Park Huize Olterterp
· Park Jongemastate
· Peazemerlannen
· Petgatten De Feanhoop
· Polders Koarnwert
· Ringwiel
· Rysterbosk
· De Ryp
· Schaopedobbe
· Séfonsterpolder
· Sippen-finnen
· Skiedingsboskje
· Slachtedyk
· Steile Bank
· Stokersdobbe
· Sudermarpolder
· Syp Set
· Taconisbosk
· Tsjongerwâlen
· Teroelster Sipen
· Unlân fan Jelsma
· Van Asperen einekoaien
· Warkumermar
· Warkumerwaard
· 't West
· Wilhelmina-oard
· Ychtenerfeanpolder